# Johann Helbig (Pädagoge)
Johann Helbig (* 11. April 1889 in Hamburg; † 10. August 1965 in Wien) war ein deutscher Pädagoge, Schulleiter und Verbandsfunktionär.

## Leben
Johann Helbig war der Sohn eines Zimmerers. Nachdem er von 1904 bis 1910 das Lehrerseminar am Steinhauerdamm in Hamburg absolviert hatte, unterrichtete er als Hilfslehrer bis 1913 an einer Volksschule für Knaben in Billwerder. Im Alter von 22 Jahren legte er als Externer an der Gelehrtenschule des Johanneums die Reifeprüfung ab. Anschließend studierte er Mathematik und Physik an der Universität Kiel. Aufgrund des Ersten Weltkriegs verzögerte sich der Studienabschluss bis 1921. Dann arbeitete er zwei Jahre am Lehrerseminar in seiner Geburtsstadt und ab 1924 an der Realschule im Alstertal, das er von 1927 bis 1933 leitete. 
Da Helbig weder Mitglied der NSDAP noch des NSLB werden wollte, entzogen ihm die Nationalsozialisten am 20. August 1933 die Leitung der Schule. Zudem verweigerten sie ihm Beförderungen. Helbig wechselte zwangsweise an die Oberrealschule/Oberschule für Jungen Uhlenhorst. Bei Ende des Zweiten Weltkriegs unterrichtete er in einem Lager der Kinderlandverschickung in Bayern.
1945 wurde Helbig rehabilitiert. Er kehrte zunächst als kommissarischer Leiter an die Oberschule für Jungen Uhlenhorst zurück. Von 1945 bis 1947 leitete er die Schule im Alstertal, die in eine Oberschule umgewandelt worden war. Er hatte den Vorsitz des beratenden Ausschusses für die Lehrer an höheren Schulen inne und beteiligte sich in dieser Position an Entnazifizierungsverfahren. 1947 übernahm Helbig als Beamter für 18 Monate kommissarisch die Schulaufsicht. Da er die sechsjährige Grundschule ablehnte, ernannte ihn Schulsenator Heinrich Landahl nicht zum Oberschulrat. Stattdessen leitete er von 1948 bis zur Pensionierung 1955 das Matthias-Claudius-Gymnasium.
Helbig saß von 1945 bis 1947 der Fachschaft Höhere Schule vor und war 1947 stellvertretender Vorsitzender der Gesellschaft der Freunde des vaterländischen Schul- und Erziehungswesens. In diesen Positionen setzte er sich dafür ein, die beiden Eingangsjahre an Gymnasien zu verkürzen. Aufgrund mehrjähriger interner Querelen verließ er die Gesellschaft. Mit Unterstützung des Großteils der Fachschaft rief er am 15. November 1949 den Verein der Lehrerinnen und Lehrer an Wissenschaftlichen Oberschulen in Hamburg ins Leben. Den größten Erfolg in der berufspolitischen Arbeit erreichte er 1954, als die neunjährige höhere Schule wiedereingerichtet wurde, für die er in der Öffentlichkeit stark gekämpft hatte.
Helbig verließ den von ihm gegründeten Verein 1955 aufgrund interner Meinungsverschiedenheiten. Nach der Pensionierung 1955 übernahm er wissenschaftliche Anstellungen an verschiedenen Schulen. Johann Helbig starb im August 1965 unerwartet während eines Urlaubsaufenthalts in Wien.